# Saison 6 de Numbers
Chronologie
Saison 5
Cet article présente le guide des épisodes de la sixième saison de la série télévisée américaine Numb3rs.

## Distribution de la saison

### Acteurs principaux
- Rob Morrow (VF : Eric Aubrahn) : Don Eppes
- David Krumholtz (VF : Xavier Béja) : Charles « Charlie » Eppes
- Judd Hirsch (VF : Jean-Pierre Moulin) : Alan Eppes
- Alimi Ballard (VF : Jérôme Rebbot) : David Sinclair
- Navi Rawat (VF : Julie Dumas) : Amita Ramanujan
- Dylan Bruno (VF : Nessym Guetat) : Colby Granger
- Sophina Brown (VF : Hélène Chanson) : Nikki Betancourt
- Aya Sumika (VF : Virginie Mery) : Liz Warner
- Peter MacNicol (VF : Denis Boileau) : Lawrence « Larry » Fleinhardt

### Acteurs récurrents et invités
- Lou Diamond Phillips (VF : Marc Saez) : Agent Ian Edgerton (récurrence à travers la série)

## Épisodes

### Épisode 1:Au nom de la paix
- États-Unis /  Canada : 25 septembre 2009 sur CBS[1] / Global
- France : 16 juillet 2010 sur M6
- Belgique et  Québec : dates inconnues

- Gary Cole (Shepard Crater)
- David Call (Benjamin Polk)
- Becky Wahlstrom (Wanda Schoemer)

- Paradoxe de l'interrogation surprise

### Épisode 2:Grandeur et Décadence
- États-Unis : 2 octobre 2009 sur CBS
- France : 23 juillet 2010 sur M6

- Gregg Henry (Pete Fox)
- Jen Drohan (Tina Gordon)
- Gregory Sims (Jim Wilson)
- Jordan Farmar (Lui-même)
- Laura Ford (Épouse de Hale)
- Vera Miao (Amy)

### Épisode 3:Pari sur la mort
- États-Unis : 9 octobre 2009 sur CBS
- France : 23 juillet 2010 sur M6

- Tim Guinee (Glen Olin)
- Stephanie Childers (Nancy Olin)
- Sarah Rafferty (Margo)
- Jason Antoon (Kai Kragen)
- Jeffrey Hutchinson (Brian Willets/L'Immortel))
- Amy Hill (Gestionnaire immobilier)
- Antonio Elias (Policier #1)
- Dan Martin (Detective)
- Todd Weeks (Arbitre)
- Michael Hartson (homme troublé)

### Épisode 4:Film noir
- États-Unis : 16 octobre 2009 sur CBS
- France : 30 juillet 2010 sur M6

- Adam Goldberg (Chris McNall)
- Jessica Lundy (Carolyn White)
- Ron Orbach (Victor Stokes)
- Tyler Francavilla (Tyson)
- Arielle Vandenberg (Lorrelle)
- Randy Wayne (Grant)
- Leslie Silva (Coroner)

### Épisode 5:Le Clone
- États-Unis : 23 octobre 2009 sur CBS
- France : 30 juillet 2010 sur M6

- Keith David (Jeremiah Miller)
- Christian Camargo (Dr Trey Bramon)
- Mia Barron (Carla Reed)
- Tony Hale (Russell Lazlo)
- Taylor Stanley (Anne Flynn)
- Emily Skinner (Cynthia Jane Bramon (CJ))
- Marcus Jordan (Agent du FBI)

### Épisode 6:Au-delà du réel
- États-Unis : 30 octobre 2009 sur CBS
- France : 6 août 2010 sur M6

- Leslie Silva (M.E. Ridenhour)
- John Michael Higgins (Floyd Mayborne)
- John Cariani (Otto Bahnhoff)
- Silas Weir Mitchell (Darren Drew)
- David Rees Snell (Herb Moore)
- Laura Heisler (Cynthia Abbott)
- Sam Lloyd (Chef du groupe d'amateurs)
- Jennifer Elise Cox (Amateur)
- Thomas Kophache (Officier)
- Larry Herron (Technicien)

### Épisode 7:Le Réseau de l'ombre
- États-Unis : 6 novembre 2009 sur CBS
- France : 6 août 2010 sur M6

- Josh Cooke (Augie Harris)
- Pablo Schreiber (Tal Feigenbaum)
- Wendy Makkena (Kath Berry)
- Fran Bennett (en) (Estelle Brown)
- Caroline Lagerfelt (Rose Harris)
- Ronnie Gene Blevins (Mutt)
- Kit Williamson (PenTest Host)
- Michael Harney (U.S. Marshal)

### Épisode 8:Ultimatum
- États-Unis : 13 novembre 2009 sur CBS
- France : 13 août 2010 sur M6

- Lou Diamond Phillips (Agent Ian Edgerton)
- Christopher McDonald (Frank Thompson)
- Pablo Schreiber (Tal Feigenbaum)
- Missi Pyle (Janet Galvin)
- Andrew Hawkes (Vincent Costello)
- Marcus Chong (Jones)
- Donald Roman Lopez (Felipe Garcia)

### Épisode 9:L'Arnaque
Pour les articles homonymes, voir L'Arnaque (homonymie).
- États-Unis : 20 novembre 2009 sur CBS
- France : 13 août 2010 sur M6

- Fisher Stevens (John Buckley)
- Jon David Casey (Len Maddux)
- Ellen Hollman (Lola Sacco)
- John Lavelle (Gil Harkness)
- Brandi Burkhardt (Misty Mornay)
- John Prosky (Kyle Holtzman)
- Michael Duvert (Chip Dumars)
- Poorna Jagannathan (Technicien)
- James Acheson (Démineur)
- Joel Stoffer (en) (Agent)

### Épisode 10:Les Cicatrices du passé
- États-Unis : 4 décembre 2009 sur CBS
- France : 20 août 2010 sur M6

- Henry Winkler (Agent Roger Bloom)
- Matthew Yang King (Matt Li)
- Michael Hogan (Ray Till)
- Nicole Bilderback (en) (Tina Tran)
- Rick Ravanello (Teddy Antell)
- Judith Moreland (Fremont)
- Alec Mapa (Employé)

### Épisode 11:Ticket gagnant
- États-Unis : 8 janvier 2010 sur CBS
- France : 20 août 2010 sur M6

- Michelle Nolden (Robin Brooks)
- Michael O'Neill (Boyd Keene)
- Nicole Sullivan (Nancy Hackett)
- David Barry Gray (Scott Wilson (Braqueur #2))
- Bubba Lewis (Zack Wilson)
- Allison Smith (Sara Lewis)
- Bellina Logan (Avocat)
- Sarah Buehler (Ado Punk)
- Tom Beyer (Carl Graham (Braqueur #3))
- Eric Scott Gould (Raymond Brown (Braqueur 4))
- Jason Singer (Employé #1)
- Minerva Garcia (Employé #2)
- Amro Salama (Employé #3)

### Épisode 12:Le BNT 35
- États-Unis : 15 janvier 2010 sur CBS
- France : 27 août 2010 sur M6

- Michelle Nolden (Robin Brooks)
- John Cariani (Otto Bahnoff)
- James Remar (Randall Priest)
- John Gleeson Connolly (Arvin Lindell)
- Amari Cheatom (Eddie Leyva)
- Jon Seda (Broker/Lonnie Moses)
- Stephen Eshenbaugh (Policier)
- Eltony Williams (Gangster)

### Épisode 13:Luxe, Meurtre et Volupté
- États-Unis : 29 janvier 2010 sur CBS
- France : 27 août 2010 sur M6

- Leslie Silva (M.E. Ridenhour)
- Tony Hale (Professeur Russell Lazlo)
- Clea DuVall (Melanie Bailey)
- Anna Camp (Siouxsie Dark)
- Jeff Roop (Jack Steves)
- Kristin Richardson (Roxie Ray)
- Ron Menzel (Edward Zurlanski)
- Kim Huffman (Jean Zurlanska)
- Eric Wentz (Barman Andy)
- Melody Garrett (Super)

### Épisode 14:La Fin d'une étoile
- États-Unis : 5 février 2010 sur CBS
- France : 3 septembre 2010 sur M6

- Rowena King (Elizabeth Hopkins)
- Stephen Spinella (Hans Stollbach)
- Marilu Henner (Regina Landers)
- Alanna Ubach (Paula Watson)
- Kate Siegel (Rachel Hollander)
- William Katt (Sven Regal)
- Rick Hoffman (Oliver)
- Armando Molina (Raul Hernandez)
- Taylor Wilcox (Scarlet McBain)

### Épisode 15:Victimes et Bourreaux
- États-Unis : 5 mars 2010 sur CBS
- France : 3 septembre 2010 sur M6

- Moira Kelly (Mary Paulson)
- Wendy Makkena (Kath Berry)
- Christopher Gartin (Sean Westmark)
- Jon Bernthal (Mike Nash)
- Matt Samson (Devin Shepard)
- Alan Ruck (Arnold Winslow)
- Richard Edson (Nick Rowland)
- Timothy Sheehan (Wes)

### Épisode 16:L'Adieu aux armes
- États-Unis : 12 mars 2010 sur CBS
- France : 10 septembre 2010 sur M6

- Michelle Nolden (Robin Brooks)
- Lou Diamond Phillips (Agent Ian Edgerton)
- Matthew Yang King (Matt Li)
- Dan Martin (Det. Jack Cates)
- John Cariani (Otto Bahnoff)
- David Burke (Jim Mazzolla)
- Bridger Zadina (Jim Mazzolla, Jr.)
- Vyto Ruginis (Mike Hiller)
- Luke Rosen (Ted Dacosta)
- Mark Ankeny (Jim Newell)
- Stephanie Erb (Linda Samuelson)
- Gino Montesinos (James Shane)
- Stan Egi (Ralph Morris)
- Alicia Wollerton (Becky Mazzolla)